# Municipio de Texas (condado de Craighead)
El municipio de Texas (en inglés: Texas Township) es un municipio ubicado en el condado de Craighead en el estado estadounidense de Arkansas. En el año 2010 tenía una población de 390 habitantes y una densidad poblacional de 6,8 personas por km².

## Geografía
El municipio de Texas se encuentra ubicado en las coordenadas 35°48′42″N 90°56′2″O / 35.81167, -90.93389. Según la Oficina del Censo de los Estados Unidos, el municipio tiene una superficie total de 57.32 km², de la cual 57,04 km² corresponden a tierra firme y (0,49 %) 0,28 km² es agua.

## Demografía
Según el censo de 2010, había 390 personas residiendo en el municipio de Texas. La densidad de población era de 6,8 hab./km². De los 390 habitantes, el municipio de Texas estaba compuesto por el 94,36 % blancos, el 3,85 % eran de otras razas y el 1,79 % eran de una mezcla de razas. Del total de la población el 5,38 % eran hispanos o latinos de cualquier raza.